# Тадас Душкінас
Тадас Душкінас (27 квітня 1994) — литовський плавець. Учасник Чемпіонату світу з водних видів спорту 2017, де в попередніх запливах на дистанції 50 метрів батерфляєм посів 30-те місце і не потрапив до півфіналу. Учасник Чемпіонату світу з водних видів спорту 2019, де в попередніх запливах на дистанції 50 метрів батерфляєм посів 34-те місце і не потрапив до півфіналів.